# 얌드록초호

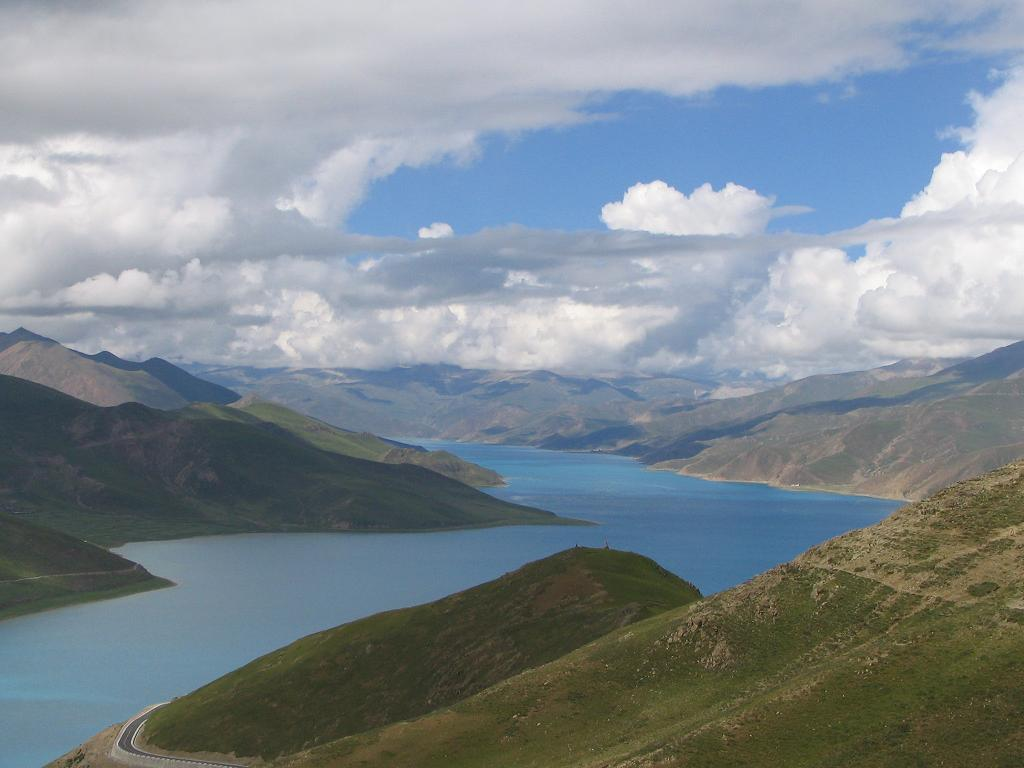
얌드록초호

얌드록초호(-湖, 티베트어: ཡར་འབྲོག་གཡུ་མཚོ།, 중국어 간체자: 羊卓雍错, 영어: Yamdrok Lake)는 중국 티베트 자치구의 라싸시 서쪽 교외에 있는 호수로 남초호, 마나사로와르호와 함께 티베트 3대 성스러운 호수로 불린다. 최근에는 라싸의 관광 후보지로 찾는 사람이 많다.

## 지리
라싸에서 서쪽으로 G318번 국도를 타고 취수이현에서 왼쪽으로 돌아 (S307), 브라마푸트라강 건너 맞은편에서 오른쪽으로 가면, (왼쪽은 라싸 국제공항 방면) 곧 웅장한 구불구불 길을 올르면 정상이 카무파라 고개이며, 여기에서 얌드록초호를 내려다 볼 수 있다. 호수에 내려 호수를 따라 더 서쪽으로 가면 걍체에 도착하는 경로이다.

## 같이 보기
- 남초호
- 마나사로와르호